# 그라츠 학교 총기 난사
2025년 6월 10일, CEST 오전 9시 55분경 오스트리아 그라츠의 연방 상급 김나지움, 드라이에르쉬쳉가세 중학교에서 총기 난사 사건이 발생했다.
경찰은 총격으로 10명이 사망하고 11명이 중상을 입었다고 확인했다. 21세의 총격범은 학교 화장실에서 자해성 총상으로 사망했으며, 해당 학교 졸업생으로 밝혀졌다.
이 총격 사건은 현대 오스트리아 역사상 가장 치명적인 무차별 살상 사건이었다.

## 총격
오전 9시 55분경, 그라츠 렌트 지구에 있는 드라이에르쉬쳉가세 거리의 분데조베르슈투펜레알귐나지움("연방 상급 김나지움")인 BORG 드라이에르쉬쳉가세에서 총성이 보고되었다. 이웃 주민들은 첫 총성이 학교 밖에서 발사되어 한 명이 사망했고, 그 후 총격범이 건물 안으로 들어갔다고 말했다. 건물 안에서 그는 3층에 있는 최소 두 개의 교실에서 총격을 가했는데, 그곳에서는 마투라 구술 시험이 진행 중이었다. 그 후 그는 학교 화장실에서 총으로 자살했다. 총 약 40발의 총성이 발사되었다.
경찰은 오전 10시 8분 신고 접수 후 6분 이내에 도착했다. 경찰은 일반 부대, 전술 부대 아인자츠코만도 코브라를 포함하여 총 300명의 경찰관과 160명의 구급대원 및 소방관을 파견했다. 가해자를 포함한 모든 사망자는 오전 10시 13분에 확인되었다. 학교 건물은 최초 대응팀 도착 후 17분 이내에 대피했으며, 상황은 오전 10시 28분까지 통제되었다고 보고되었다. 인근 병원에는 재난 경보가 발령되었다.

## 피해자
사상자 수는 확인되었지만, 부상자 수는 즉시 공개되지 않았다. 오스트리아 내무부에 따르면 여러 명의 사망자가 발생했으며, 크로넨 차이퉁 및 ORF와 같은 현지 언론은 초기에 가해자를 포함하여 최소 10명이 사망했다고 보고했다. 그라츠 시장 엘케 카르는 가해자가 사망자 중에 포함되어 있다고 확인했다. 즉사한 피해자는 9명의 학생과 1명의 교사였다(교사는 나중에 병원에서 사망). 내무부 장관 게르하르트 카르너는 기자회견에서 사망자 7명이 여성(사망한 교사 포함)이고 3명이 남성이라고 말했다. 사망한 9명의 학생은 14세에서 17세 사이였다. 14세 소녀 1명, 15세 소녀 4명, 16세 소녀 1명이었고, 17세 소년 3명이었다.
총격 당일 언론 보도에 따르면 최소 12명이 부상했으며 "일부는 중태"였다. 총 30명이 그라츠 주변 병원에서 치료를 받았으며, 그중 12명이 총상을 입었다. 인근 헬무트 리스트 할레는 부상자들을 위한 응급 분류 센터로 재정비되었다. 5명은 위독한 상태로 묘사되었고, 성인 2명은 생명이 위태로운 상태였다. 59세 여성 교사 한 명은 8시간 후 그라츠 대학교 병원에서 사망했다. 다음 날까지 남아있는 부상자들(15세에서 27세)은 모두 안정적인 상태였다.
사망자 9명은 오스트리아 국적이었고, 그중 1명은 프랑스 이중 국적자였고, 1명은 폴란드 국적이었다. 사망자 2명과 부상자 1명은 보스니아계였고, 사망한 학생 1명은 알바니아계 코소보인이었다. 부상자 중 2명은 루마니아 국적이었고, 1명은 이란 시민이었다.

## 가해자
가해자는 칼스도르프바이그라츠 출신의 21세 오스트리아 시민으로 밝혀졌으며, 이전에 이 학교에 다녔으나 6학년을 마치지 않고 중퇴했다. 총격의 일부는 그의 이전 교실에서 일어났다. 그의 어머니는 오스트리아 시민이고 아버지는 아르메니아인이다. 그는 부모님이 이전에 헤어진 후 어머니와 형과 함께 살았다.
가해자는 총격에 사용된 두 가지 총기를 모두 화기 소지 카드(Waffenbesitzkarte (Austria))를 통해 합법적으로 소유하고 있었지만, 화기 휴대 면허(Waffenpass (Austria))는 없었다. 글록 반자동 권총은 총격 며칠 전에 구매했고, 산탄총은 그 전에 구입해서 더 오래 소유하고 있었다. 그는 오스트리아에서 화기 소지 카드를 얻는 데 필요한 전과 기록이 없었다.
총격 직후 언론 보도에 따르면 가해자는 자신을 "괴롭힘의 피해자"라고 묘사했다고 한다. "미확인 보고서"를 인용하여 크로넨 차이퉁은 총격이 복수를 동기로 한 것이라고 추정하기도 했다. ORF 기자 페터 웅어는 이 주장이 소셜 미디어에서 비롯되었으며 경찰에 의해 확인되지 않았다고 밝혔다. 사망한 여성 학생 중 한 명은 가해자의 위층 이웃이었다. 카르너 장관은 경찰 조사가 진행 중이며 동기에 대한 세부 사항은 "추측"이라고 말했다.
같은 날 오후 용의자의 거주지를 수색하던 중 경찰이 유서를 발견했지만, 그 내용은 즉시 공개되지 않았다. 크로넨 차이퉁은 보도에서 편지에 괴롭힘에 대한 언급이 있었다고 밝혔지만, 다른 언론사들은 이를 미확인이라고 설명했다. 공공안전총국 프란츠 루프 국장은 이 편지가 부모님께 보내는 작별 메시지였으며 총격의 이유는 담겨 있지 않았다고 밝혔다. 또한 작동하지 않는 파이프밤과 총격 전에 가해자의 어머니에게 전송된 영상 메시지도 발견되었다. 영상에서 가해자는 자신의 옛 학교에서 공격을 실행할 의도를 밝혔다. 가해자의 어머니는 영상이 업로드된 지 24분 후에 영상을 보고 즉시 경찰에 연락했지만, 그 시점에는 이미 총격이 시작된 후였다. 추가로 발견된 문서들은 가해자가 폭탄 공격을 계획했으나 포기했음을 시사했다.
가해자는 총격 사건 몇 달 전 지역 사격 클럽에 가입하여 사격 기술을 훈련했다. 그는 자주 클럽을 방문하여 연습했고, 이 때문에 경찰은 이번 공격이 오래 전부터 의도적으로 계획된 것인지 조사하고 있다.

## 정치적 반응
6월 10일, 크리스티안 슈토커 총리는 그날의 모든 일정을 취소하고 게르하르트 카르너 내무부 장관과 함께 그라츠로 가서 정부 대응을 조율했다. 오후 3시에 교육부 장관 크리스토프 비더케르, 슈타이어마르크주 주지사 마리오 쿠나섹 및 그라츠 시장 엘케 카르와 함께 기자 회견을 가졌고, 슈토커는 2025년 6월 11일부터 시작되는 3일간의 국가 애도 기간을 발표했다. 크리스토프 비더케르 교육부 장관은 학교가 추후 공지가 있을 때까지 폐쇄될 것이라고 발표했다. 학생들은 인근 공공 경기장에서 심리 치료를 받을 수 있다.
6월 11일, 오스트리아 공산당(KPÖ) 소속 그라츠 시장 엘케 카르는 오스트리아에서 개인 권총 소유를 금지하고 그에 따라 총기법을 변경해야 한다고 말했다. 곧이어 오스트리아 녹색당도 공산당의 제안을 지지했다. 알렉산더 판데어벨렌 대통령(이전 녹색당, 현재 무소속)은 현행 총기법을 재검토하고 그라츠와 같은 총기 난사 또는 살인을 예방하기 위한 특정 개선 사항을 지지했다. 극우 FPÖ는 개인 총기 소유 금지에 단호히 반대하며 현행 총기법이 이미 매우 엄격하다고 말했다. 중도 성향의 집권 여당인 ÖVP, SPÖ 및 NEOS는 피해자들을 애도하는 기간 동안 즉시 이 문제에 대한 의견을 내놓지 않았다.

## 대중 반응

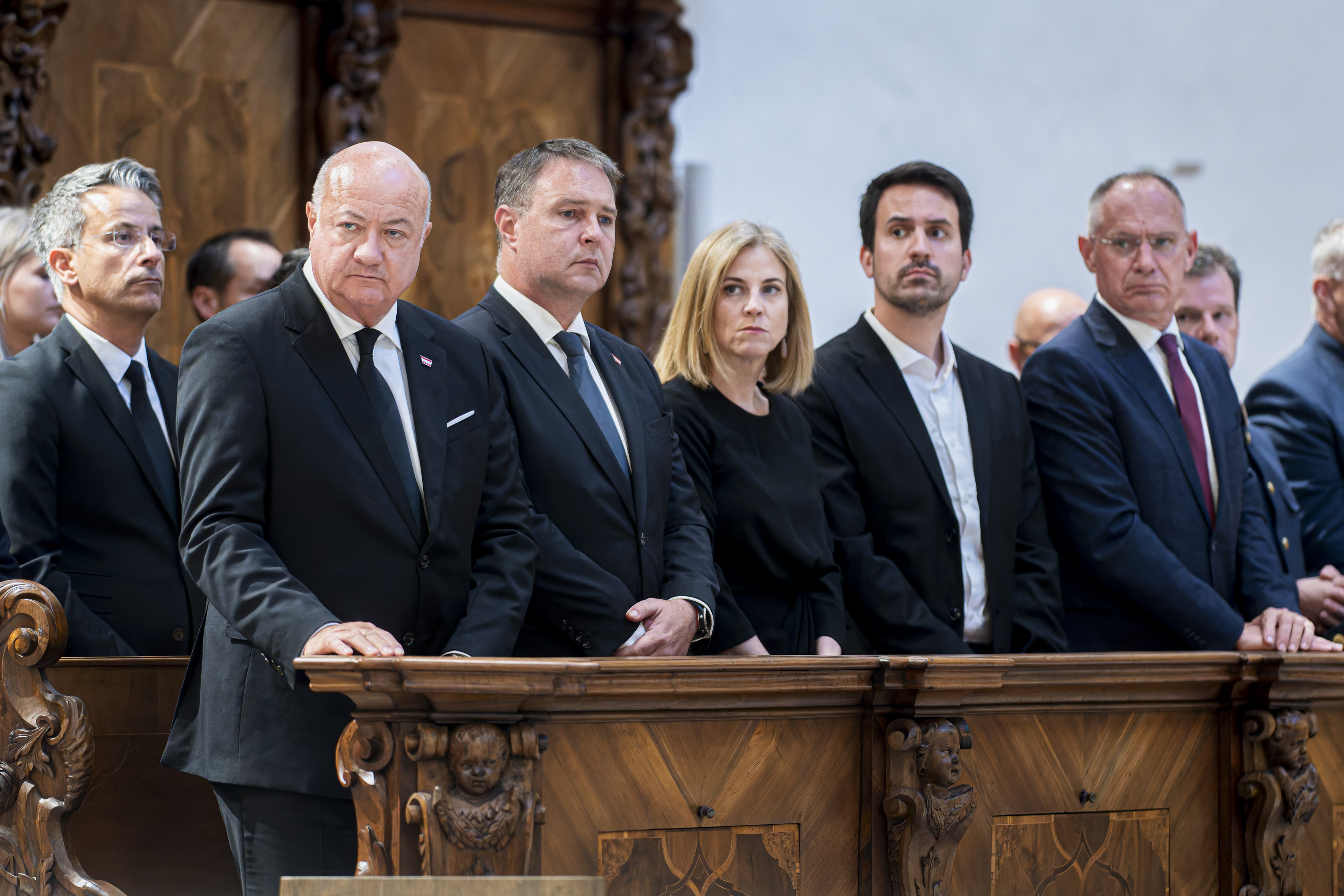
6월 10일 저녁 그라츠 대성당에서 열린 추모 예배에 참석한 크리스티안 슈토커, 안드레아스 바블러, 베아테 마이늘라이징거, 크리스토프 비더케르, 게르하르트 카르너

6월 10일, 오스트리아 축구 국가대표팀은 그날 늦게 있을 산마리노와의 월드컵 예선 경기에서 검은색 완장을 찰 것이라고 발표했다.
6월 10일 저녁 그라츠 대성당에서 희생자들을 위한 예배가 열렸고, 시청 앞에는 임시 추모비가 세워졌다. 6월 11일 오전 10시에는 희생자들을 위한 전국적인 1분간의 묵념이 거행되었다.
이후, 프랑스 인터넷 플랫폼에서 동일한 이름과 성의 첫 글자를 가진 무관한 남성의 사진이 공유되었다. 이로 인해 그에 대한 온라인 증오 캠페인이 벌어졌고, 그는 오스트리아 방송사 ORF에 도움을 요청했다.
이 총격 사건은 모방 범죄를 불러일으켰다. 여러 학교에 폭탄 위협이 전송되었다. 오스트리아 법에 따르면 불필요한 경찰 개입을 초래한 사람은 비용을 지불해야 한다.

## 같이 보기
- 2015년 그라츠 차량 공격
- 유럽의 학교 총격 사건 목록